# Craesus septentrionalis
Craesus septentrionalis es una especie de insecto del orden Hymenoptera, el suborden Symphyta y la familia Tenthredinidae. Fue descrita por primera vez por Carlos Linneo en 1758. Las moscas adultas son negras y marrones con alas transparentes y las larvas son de color verde amarillento y se asemejan a orugas. Las larvas se alimentan de las hojas de varias especies de árboles caducifolios.

## Descripción
El Craesus septentrionalis adulto tiene la cabeza, el tórax y la parte anterior del abdomen negros, mientras que la parte posterior del abdomen es de color marrón castaño. Las alas son claras. La larva tiene cabeza negra y cuerpo delgado de color verde grisáceo, con filas longitudinales de manchas negras.